# 김작진
김작진(金酌珍, 생몰년 미상)은 신라(新羅)의 중기(中奇) 왕자(王子)이자 선품공(善品公)과 보룡(菩利) 아들이다.

## 생애
견훤(甄萱)은 그 조상(祖上)이 신라(新羅) 제24대 진흥왕(眞興王)의 비(妃)로서 시호(諡號)가 백융부인(白駥夫人)인 사도(思刀)이다. 사도(思刀)의 셋째 아들이 구륜공(仇輪公)이고 그 아들이 파진찬(波珍湌) 선품공(善品公)이며 그 아들이 각간(角干) 김작진(金酌珍)이다. 이 김작진(金酌珍)이 왕교파리(王咬巴里)라는 여인을 아내로 맞아 각간(角干) 원선(元善)을 낳았는데, 그가 바로 견훤(甄萱)의 아버지 아자개(阿慈介)이다.

## 가계
- 아버지 : 선품공(善品公)
- 어머니 : 보룡(菩利)
  - 왕자 : 김작진(金酌珍)
  - 부인 : 왕교파리(王咬巴里)
    - 아들 : 아자개(阿慈介)
    - 며느리 : 상원부인(上院夫人)
    - 며느리 : 남원부인(南院夫人)
      - 손자 : 견훤(甄萱)
      - 손자 며느리 : 박씨(朴氏)
      - 손자 : 능애(能哀)
      - 손녀 : 대주도금(大主刀金)
      - 손녀 사위 : 지훤(池萱)
      - 손자 : 용개(龍蓋)
      - 손자 : 보개(寶蓋)
      - 손자 : 소개(小蓋)

## 참고 문헌
- 三國遺事